# Neanastatus flavipronotum
Neanastatus flavipronotum är en stekelart som beskrevs av Girault 1915. Neanastatus flavipronotum ingår i släktet Neanastatus och familjen hoppglanssteklar. Inga underarter finns listade i Catalogue of Life.